# 石川よしひろ
石川 よしひろ（いしかわ よしひろ、1967年5月27日 - ）は、日本の歌手、シンガーソングライター。
本名：石川 嘉裕。東京都品川区出身。血液型O型。身長168cm。Dig-esT所属。

## 来歴
幼い頃に音楽に興味を持ち始め、アコースティック・ギターを始める。中学卒業の際に、進学先が異なる同級生たちと集まれる機会を作る目的でバンド『Break Shot』を結成。1986年9月28日には、つま恋エキジビションホールで行われた第32回ポピュラーソングコンテスト決勝大会に、石川の作詞・作曲による「恋のパラシュート」で参加した。その後、メンバーが就職することによりバンドを解散。石川自身も就職活動をしていたが、仮歌を歌うアルバイトをしていたところをスカウトされ、1990年9月25日にパイオニアLDCより1stシングル「Spirits」でデビューした。
歌手活動をする一方で作曲家としても活動しており、渡辺美里や藤井フミヤに楽曲を提供している。また、ミュージカルや舞台などの総合音楽プロデュースも行っている。友人の伊集院光や久保こーじの勧めもあり、ラジオ番組『オールナイトニッポン』1992年4月のマンスリーパーソナリティを経て同年10月から『石川よしひろのオールナイトニッポン』のパーソナリティを3年間担当した。フジテレビの番宣番組『O・D・A〜ODAIBA ANGEL〜』では初のナレーションを担当。同番組のエンディング曲「POWER」も担当した。
2024年8月28日からパイオニア時代の音源がサブスク解禁された。

## 人物
下町育ちで明るい性格。愛称は「アニキ」、「石川アニキ」（この2つはオールナイトニッポンで呼ばれていた）、「よっちゃん」。
眉毛が濃いのが特徴。髪型はデビューから「ENDLESS DREAM」リリースまではオールバックだったが、それ以降は前髪を垂らしている。
実家が大井競馬場の近くにあり、幼少の頃から競馬好きである。コーヒー好きでもあり、個人経営の喫茶店を1日に何軒もハシゴする。

## ディスコグラフィ

### シングル
1. Spirits（1990年9月25日、PIDL-1005）
  - （c/w）Today
2. 恋はやめられない（1991年7月25日、PIDL-1025）
  - （c/w）涙のBirthday（HOUND DOGのカヴァー）
3. 同じ気持ちで（1991年12月16日、PIDL-1034）- 日本テレビ系『ウッチャン・ナンチャン with SHA.LA.LA.』エンディングテーマ
  - （c/w）夏が来る前に
4. どしゃぶりの夏（1992年5月25日、PIDL-1056）
  - （c/w）Still On The Beach
5. 二十歳の夜（1992年11月11日、PIDL-1067） - 日本テレビ系『ウンナン世界征服宣言』エンディングテーマ
  - （c/w）Hello
6. 明日への卒業（1993年3月25日、PIDL-1075） - テレビ朝日系『熱闘甲子園』1993年（第75回全国高等学校野球選手権大会）オープニングテーマ、広島ホームテレビ『たわわのTARZAN』1993年4月 - 1994年3月オープニングテーマ
  - （c/w）名前のない夢 - 広島経済大学CMイメージソング
7. いつかまた会える（1993年8月10日、PIDL-1091） - テレビ朝日系『熱闘甲子園』1993年（第75回全国高等学校野球選手権大会）エンディングテーマ
  - （c/w）友達の友達
8. 曇り時々晴れ（1994年1月26日、PIDL-1097） - テレビ朝日系『ステーションEYE』エンディングテーマ
  - （c/w）心の鍵
9. 胸いっぱいの片想い（1994年4月21日、PIDL-1109）
  - （c/w）夢の力
10. ENDLESS DREAM（1994年7月9日、PIDL-1122） - 武田薬品「アリナミンV」CMイメージソング
  - （c/w）恋人
11. 青春のキャンドル（1995年2月22日、PIDL-1141）
  - （c/w）ヘイ・タクシー
12. Liberty（1995年4月26日、PIDL-1149）
  - （c/w）Good Days Are Gone
13. I Love You（1995年8月23日、PIDL-1160） - テレビ朝日系『USO』エンディングテーマ
  - （c/w）寝てるうちに偉くなりたい
14. Realize（1996年6月1日、FHDF-1555）
  - （c/w）Fox & Racoon Dog
15. 僕をさがしに（1996年9月4日、FHDF-1581） - TBS『日立 世界・ふしぎ発見!』エンディングテーマ
  - （c/w）Shake It
16. World's End（1997年7月2日、FHDF-1633）
  - （c/w）Angel
17. オリジナル ライフ（1997年11月1日、FHDF-1653）
  - （c/w）Sweet Coffee
18. 愛情のかけら（1998年12月18日、PCDA-01118）
  - （c/w）ENDLESS DREAM（Studio Live Version） / Just Only Love（Studio Live Version）
19. 幸せについて（1999年2月17日、PCDA-01137）
  - （c/w）空の気持ち
20. 道なき道の向こうへ（1999年7月7日、PCCA-01346）
  - （c/w）センチメンタル/空の気持ち（with Strings Mix）
21. DJ 〜ロマンティストの逆襲〜（1999年12月17日、PCCA-01400）
  - （c/w）Small World/太陽と少年 / Bird
22. 永遠の虹（2000年8月19日、PCCA-01457）
  - （c/w）君のために出来ること / 僕の思い上がり
23. 二人だけのクリスマス / Dream Road（2009年12月19日） - 横浜赤レンガライヴ限定販売。オフィシャルブログで販売中
24. will... （Yahoo! JAPAN『ニッポンの挑戦 インターネットの夜明け』テーマソング）

### アルバム
1. Dream Road（1990年11月25日、PICL-1011）
2. Burger Street（1991年7月25日、PICL-1019）
3. 青空を待ちながら（1992年7月22日、PICL-1040）
4. love（1993年5月25日、PICL-1053）
5. peace（1994年2月23日、PICL-1073）
6. DENIMS（1994年9月22日、PICL-1087）ベスト・アルバム
7. CHAPTER 002（1995年5月24日、PICL-1105）
8. WINGBEATS（1996年7月1日、FHCF-2290）
9. ISHIKAWA YOSHIHIRO SINGLE COLLECTION 1990 - 1995（1999年6月23日、PICL-1186）ベスト・アルバム
10. I（1999年9月1日、PCCA-01366）
11. 0(^_^)0（2002年7月27日、SURC-1001）
12. Power I（2008年2月27日、DQC-49）ミニ・アルバム
13. Power II（2008年2月27日、DQC-50）ミニ・アルバム
14. Power III（2008年2月27日、DQC-51）ミニ・アルバム
15. スーパー・ベスト（2012年8月29日、WMP-60072)ベスト・アルバム
16. Flower（2018年1月17日、POCS-1666）

### ビデオ
- Dream Road 1990 - 1995（1995年9月21日、PIVL-5119 / PILL-5199）

## 楽曲提供
- 岡田淳一「アンブレラ」、「サーファー・ガール」、「ウラハラ・アバンチュール」、「まだ君の香りが残ってるから」、「君の忘れ物」（作詞・作曲）
- しいたか。「Quiet Love」（作詞・作曲）
- Chieri「好きな人が出来たら…」（作曲）
- 時任三郎「誰がために」、「ONE DAY」（作詞・作曲）
- 藤井フミヤ「INSIDE」（作曲）
- ブレッド&バター「ペガサス」（作曲）
- 柳葉敏郎「メリーゴーランド」（作曲）
- 渡辺美里「ONE MORE KISS」（作曲）

## 出演

### ラジオ番組
- 石川よしひろのPOWER Zzz（1992年4月 - 9月、FM-FUJI） - 同年3月30日（月曜）にも前夜祭と称した1時間の特番を放送。
- 石川よしひろのオールナイトニッポン（ニッポン放送）
  - マンスリー月曜2部（1992年4月、全4回） - 同年9月までの半年間はパーソナリティが月替わり制だった。
  - 月曜2部（1992年10月12日 - 1994年3月28日） - 月曜1部の『加藤いづみのオールナイトニッポン』との連動でストップエイズキャンペーン4時間特番を行った。
  - 火曜1部（1994年4月5日 - 1995年9月26日） - 阪神・淡路大震災の翌日に4時間特番を行った。
- カウントダウンパラダイス（1998年4月 - 9月、JFN）
- KADOKAWA RADIO BOOMER（1999年4月 - 2001年6月、JFN）
- 石川よしひろのファンキーBros.（インターネットラジオ・2219.jp）
- 石川よしひろのFor you...（2006年 - 2007年6月27日配信分をもって終了、インターネットラジオ・ポッドキャスト）
- goody☆goody（2007年4月 - 2008年3月、ミュージックバード）
- 帰ってくる！石川よしひろのオールナイトニッポン（2009年1月 - 、ニッポン放送携帯サイト「モバイル1242」）

### テレビ番組
- 石川よしひろ&久保こーじのギリギリウィークエンド（2007年7月8日 - 9月30日、インターネットテレビ・あっ!とおどろく放送局）
- 夜遊びメールバトル水曜（2007年10月3日 - 12月26日、インターネットテレビ・あっ!とおどろく放送局）
- ギリギリですけどそれが何か？（2008年1月8日 - 2008年12月23日、インターネットテレビ・あっ!とおどろく放送局）
- 特別番組 年末ギリギリ総集編もやりますが何か？（2008年12月30日、インターネットテレビ・あっ!とおどろく放送局）

### Web 番組
- Ustream 『石川よしひろの Ust ラヂオ』（毎月第4月曜日、21:00 - 22:00）